# Československý vlčák
Československý vlčák je plemeno vzniklé zkřížením německého ovčáka a karpatského vlka (Canis lupus lupus). Původní pokus pohraniční stráže pod vedením plukovníka Ing. Karla Hartla vyústil ve vznik československého národního plemene. Po roce 1993 (rozdělení československé federace) převzalo takzvaný patronát plemene (vůči Mezinárodní kynologické federaci FCI) Slovensko.

## Historie
Počátek historie tohoto plemene se datuje od roku 1955, kdy se Ing. Karel Hartl začal zabývat křížením karpatského vlka s německým ovčákem. Zpočátku bylo křížení prováděno jako vědecký experiment. O pár let později se však zrodila myšlenka vyšlechtit nové plemeno a cílem chovu bylo a je zachovat vlčí vzhled, zdraví a přitom upevnit povahové vlastnosti pracovního psa.
První kříženci vlčice Brity a německého ovčáka Cézara z Březového háje se narodili 26. května 1958 v Libějovicích. Celý projekt byl poměrně velkoryse koncipován. Štěňata byla pečlivě sledována, vychovávána v různém prostředí, byly zkoumány jejich předpoklady k výcviku. V dospělosti byla znovu spojována s nepříbuznými německými ovčáky, takže s každou generací klesal podíl „vlčí krve“ až na 6,25 % ve čtvrté filiální generaci. Tak mohly být porovnávány anatomické znaky, fyziologické vlastnosti i charakteristické prvky v chování zvířat nejen mezi vlkem, psem a jejich kříženci, ale i mezi jedinci na různých úrovních křížení.
Štěňata první generace se vzhledem i chováním podobala vlku. Jejich výchova byla obtížná, výcvik byl sice možný, ale výsledky stěží odpovídaly vynaloženému úsilí. Jedinci druhé generace, pokud byli včas odebráni z vrhu a individuálně vychováváni, již byli plně cvičitelní. Až do dvou let však byli velmi hraví, výcvik trval déle. Vynikali v pachových pracích (sledování stopy). Většina jedinců třetí a čtvrté filiální generace byla schopna absolvovat běžný výcvikový kurs a mohli být zařazováni do výkonu služby. Oproti psům měli lepší orientační schopnosti, dokonalejší vidění v noci, lepší sluch i čich.
V testech vytrvalosti uběhli kříženci celou 100 km trať, aniž by byli vyčerpáni, opotřebování polštářků tlap bylo na rozdíl od něm. ovčáků rovnoměrné. Po výkonu odpočívali přibližně 7 hodin. Ve spolupráci s akademií věd byla sledována endogenní aktivita vlků, psů a jejich kříženců. Křivka aktivity během 24 hodin byla podobná – se dvěma maximy (ráno a večer), intenzita aktivity vlků a kříženců vysoko převyšovala hodnoty zaznamenané u psů. Výsledky experimentu byly vyhodnoceny a publikovány v letech 1964–1965. V červnu 1965 se v Brně uskutečnila Světová výstava psů a v Praze proběhlo výroční zasedání Mezinárodní kynologické federace (FCI) a Mezinárodní kynologický kongres. I na něm vyvolala přednáška Ing. Karla Hartla „Výsledky křížení vlků se psy“ mimořádnou pozornost. V následujícím roce byl Ing. Hartlem sestaven návrh standardu nového plemene psa, českého vlčáka, jehož základem by byli potomci křížení vlků se psy.
Vlčice Brita pak dala ještě základ druhé linie, po spojení s německým ovčákem Kurtem z Václavky. Třetí linie vznikla spojením vlka Arga a feny německého ovčáka Asty z SNB. V roce 1977 byla kříženka 3. generace Xela z pohraniční stráže kryta vlkem Šarikem, Šarik pak nakryl ještě fenu Urtu z pohraniční stráže. Poslední přilití krve vlka se uskutečnilo v roce 1983. Vlčice Lejdy ze ZOO Hluboká dala vzniknout poslední linii nově šlechtěného plemene a otcem štěňat se stal německý ovčák Bojar von Shottenhof. Dále se již prováděla plemenitba pouze v uzavřené populaci a kříženci začali být označováni jako český vlčák. V roce 1982 byl československý vlčák uznán tehdejším Federálním výborem chovatelských svazů ČSSR jako národní plemeno.
Podklady k žádosti o uznání plemene byly připravovány ve spolupráci s Ústřední odbornou komisí chovatelů psů ČSCH, ve které nové plemeno vytrvale podporoval zejména Ing. Jan Findejs. Standardní komise FCI doporučila standard československého vlčáka ke schválení v roce 1988. Po zapracování připomínek a nutných změn do standardu bylo plemeno uznáno hlasováním členských zemí v Generálním shromáždění FCI (v první fázi uznání na deset let). Návrh prosadil tehdejší československý zástupce v FCI, RNDr. Petr Dvořák. Standard československého vlčáka byl schválen v Helsinkách dne 13. června 1989 a vydán pod číslem 332. První tituly „světový vítěz“ tak mohly být československým vlčákům zadány na Světové výstavě psů všech plemen v Brně 1990. Výstavu posuzoval mezinárodní rozhodčí a autor plemene, Ing. Karel Hartl.

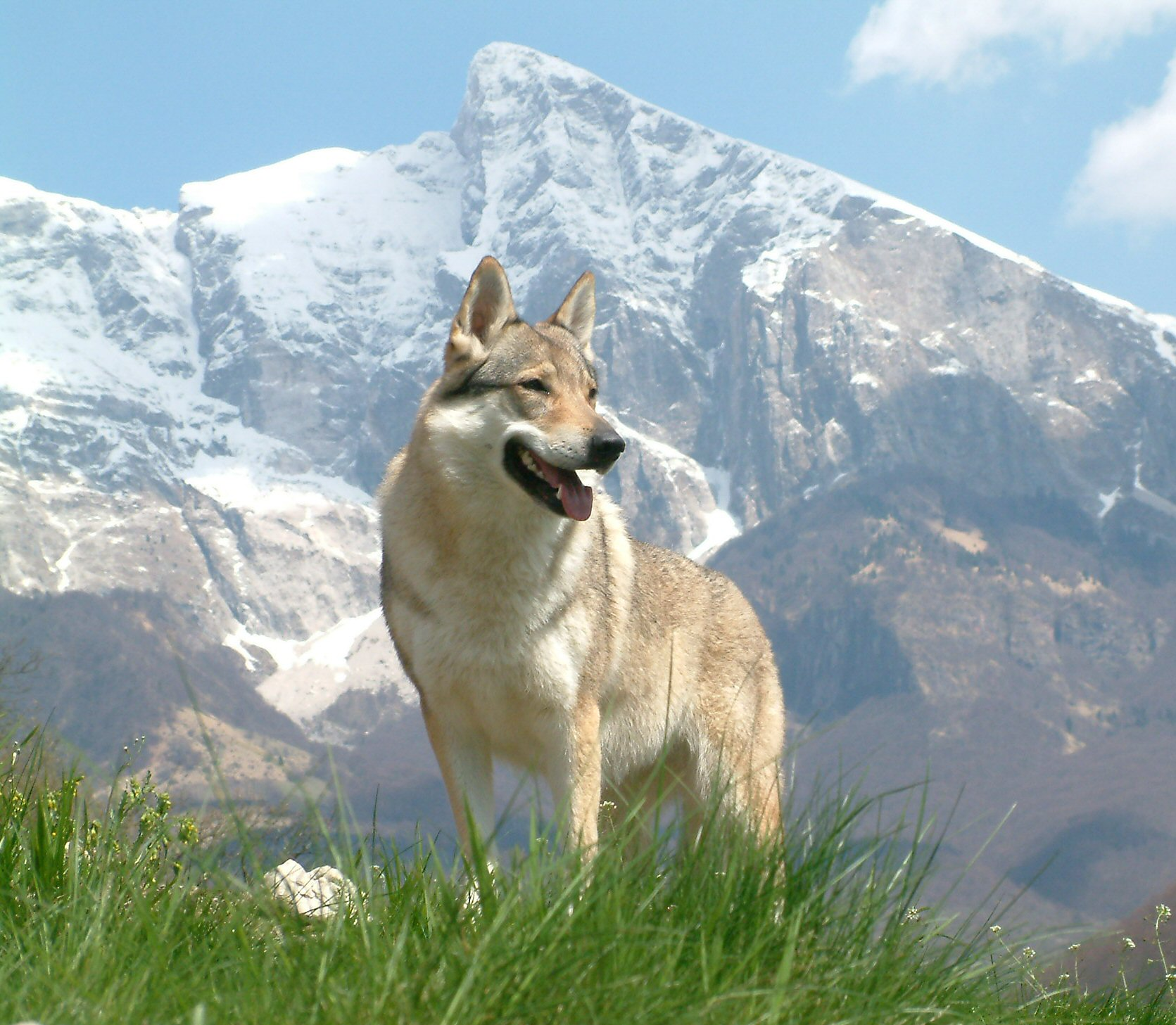
Československý vlčák

Po deseti letech od uznání standardu bylo plemeno znovu předmětem jednání FCI – muselo se potvrdit, že plemeno je dále životaschopné a trvale splňuje všechna stanovená kritéria.
Odpovědnost za tuto obhajobu našeho plemene vzala na sebe Slovenská republika. Po zániku Československa totiž na základě dohody mezi Českomoravskou kynologickou unií a Slovenskou kynologickou jednotou ze dne 4. července 1993 přebírá patronát nad plemenem. Jako země původu je nadále uváděno Československo, resp. „bývalé Československo“. Na přípravě podkladů pro FCI se podílely obě nástupnické země, jak se zavázaly ve smlouvě podepsané 20. ledna 1996.
Na valném shromáždění Mezinárodní kynologické federace v Mexiku dne 1. června 1999 bylo uznání plemene československý vlčák definitivně potvrzeno, od roku 1999 může FCI potvrzovat i udělené návrhy na CACIB a CACIT a československým vlčákům je tedy otevřena cesta k titulům mezinárodních šampiónů krásy a výkonu. Návrh v Mexiku předložil Štefan Štefík, prezident Slovenské kynologické jednoty. V roce 1999 byla rovněž publikována dosud poslední úprava standardu plemene, kterou neschválila česká strana, přesto byl standard bez jejího souhlasu svévolně změněn.
V roce 2014 šlo nalézt největší počet zapsaných štěňat ročně československých vlčáků v Itálii (až 200), v Česku je to zhruba polovina a na Slovensku, kde chov tohoto plemene již několik let stagnuje, je to kolem 50 ročně.

## Vzhled

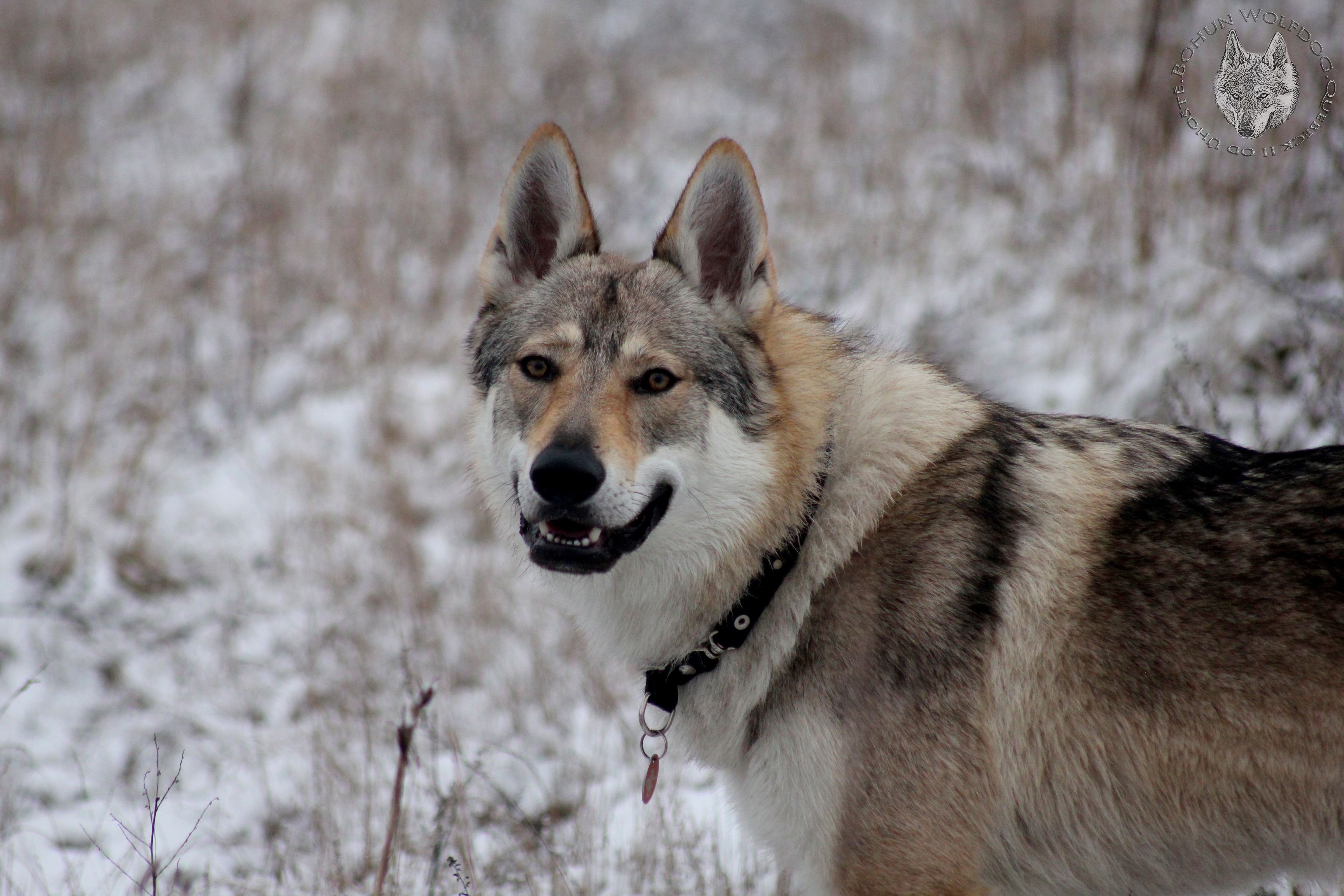
Československý vlčák

Československý vlčák je pes větší než střední velikosti, vzhledem a pohybem připomíná vlka. Feny měří v kohoutku minimálně 60 cm, psi minimálně 65 cm, běžně však feny dorůstají 65 i více cm, psi až 75 cm. Důležitým plemenným znakem je bílá vlčí maska okolo tlamy, na bradě a spodní části krku, úzké, šikmo uložené světle jantarové oko, vlkošedá barva srsti ve všech odstínech od stříbrošedé až po tmavošedou, rovná, uzavřená a velmi hustá srst, krátké ucho, ocas dosahující k hleznu a úzký postoj předních končetin s vybočenými tlapami. Linie hřbetu a zádě je rovná, končetiny dlouhé s dlouhými běhovými kostmi. Typickým pohybem je nízký prostorný klus. Československý vlčák je vytrvalý klusák, trénovaní jedinci uběhnou vzdálenost 100 km průměrnou rychlostí 11–13 km/h.

## Vlastnosti

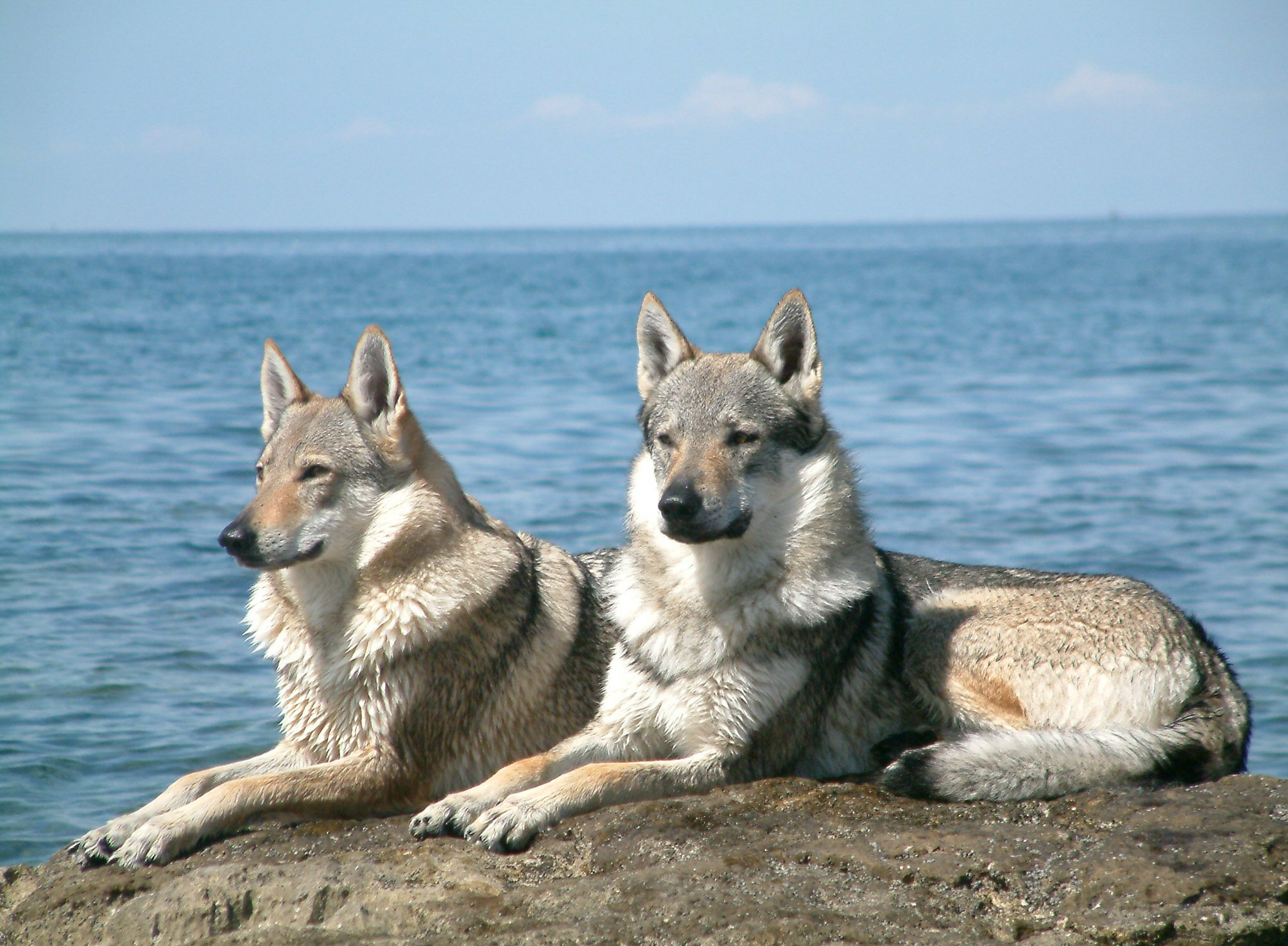
Pár československých vlčáků

Československý vlčák je velmi aktivní pes, k cizím nedůvěřivý (jak se obvykle uvádí, ačkoliv dnes se většina ČSV chová i k naprosto cizím lidem přátelsky), hodící se pro výstavy i služební výcvik. Výcvik je však obtížnější než u německého ovčáka a ortodoxní výcvikáři si toto plemeno pořizují málokdy. U „čé-es-véčka,“ jak se někdy československému vlčáku říká,[zdroj⁠?!] převládá takzvané „účelové chování“, což znamená, že bezduché opakování cviku po něm budete požadovat marně.
Vyniká však velikou vytrvalostí, odolností vůči nepříznivému počasí a schopností samostatně jednat. Věrnost pánovi a smečce je téměř příslovečná a určuje také výběr plemene. Kdo se nebude moci psovi plně věnovat a nepředpokládá, že o něj bude moci pečovat po jeho celý, poměrně dlouhý život, neměl by si toto plemeno pořizovat. Zvířata si špatně zvykají na nového majitele a změnou velmi trpí. Československý vlčák je i oblíbeným psem výstavním a v poslední době vzrůstá jeho popularita zvláště v zahraničí.
Československým vlčákům zbyl po vlcích silný smečkový pud; pokud žijí pohromadě, vytvoří smečku a smečkové chování u nich převládá. Pes s fenou zpravidla uzavře pevné partnerství na celý život. Samci tohoto plemene se chovají k fenám velmi „galantně“, někdy však pes žijící trvale v páru s fenou odmítá jiné feny krýt. Opuštěný československý vlčák umí dát velmi hlasitě najevo svou samotu a volat svého pána či svého nepřítomného psího partnera daleko se nesoucím vytím.